# Järfälla gymnasium
Järfälla gymnasium är en kommunal gymnasieskola i Järfälla kommun. Gymnasieskolan har funnits sedan 1962 under varierande namn nära Jakobsbergs centrum och har 2020 drygt 1000 elever. 

## Gymnasieprogram
I skolan bedrivs undervisning i nio nationella program och dryga 1000 elever. Programmen är Bygg- och anläggningsprogrammet, El- och energiprogrammet, Ekonomiprogrammet, Estetiska programmet, Individuella programmet, Naturvetenskapsprogrammet, Samhällsvetenskapsprogrammet, Teknikprogrammet samt VVS- och fastighetsprogrammet. Enheten består även av en gymnasiesärskola med estetisk profil. 

## Historia
Det nybyggda gymnasiet invigdes år 1970, Jakobsbergsskolan. Yrkesskolan, tidigare Lillängsskolan, och dess lokaler införlivades samtidigt i verksamheten. Gymnasium, fackskola och yrkesskola var alla självständiga skolformer som efterhand övergick i den nya gymnasieskolan. Övergången var avslutad år 1973.
Den kommunala vuxenutbildningen låg inom gymnasieskolan fram till halvårsskiftet 1974. Därefter blev den en särskild skolenhet med egen skolledning. När vuxenutbildningen låg under gymnasieskolan hösten 1970 undervisades 430 elever i 12 olika ämnen på gymnasienivå.
Organisationen på Jakobsbergsskolan höstterminen 1970 hade följande utbud; fackskolans sociala linje med en språklig och en naturvetenskaplig gren, gymnasiets humanistisk-samhällsvetenskapliga, ekonomiska, naturvetenskapliga och tekniska linjer.
Skolans elevantal ökade stadigt under hela 1970-talet, och i takt med detta förändrades också dess organisation. 1985 bestod Jakobsbergsskolans lokala ledning av en rektor och fem studierektorer.
Jakobsbergsskolans ungdomscenter upprättades som en särskild enhet inom gymnasieskolan under 1980-talet för att kunna möta den växande ungdomsarbetslösheten. Denna enhet tillsatte en rad åtgärder för att bereda ungdomar arbete eller utbildning.
Jakobsbergsskolan upphörde år 2000 och delades från och med höstterminen 2000 upp på fem olika enheter; YTC (Yrkestekniskt centrum), HTS-gymnasiet, NT-gymnasiet, SAM-gymnasiet och Kvarngymnasiet.
Höstterminen 2013 gick SAM-gymnasiet, HTS-gymnasiet och Kvarngymnasiet samman för att bilda Mälargymnasiet.
Höstterminen 2016 skedde en ny sammanslagning av samtliga kommunala gymnasieskolor: Järfälla gymnasium.